# Generación literaria

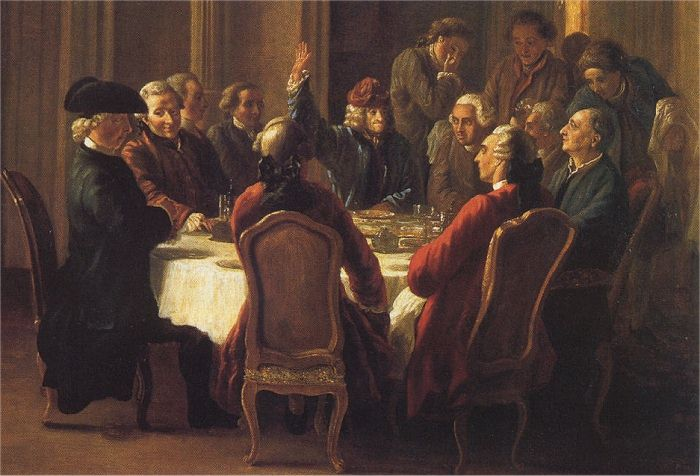
Una cena de filósofos, de Jean Huber, 1772. Aparecen representados Voltaire, Nicolas de Condorcet, Denis Diderot, Jean Le Rond d'Alembert y Jean-François de La Harpe. Existen reconstrucciones históricas de reuniones semejantes: Lectura de "L'orphelin de la Chine" de Voltaire en el salón de Madame Geoffrin en 1755, de Lemonnier, 1812; La mesa redonda de Federico II de Prusia, de Adolph von Menzel, ca. 1849-1850.

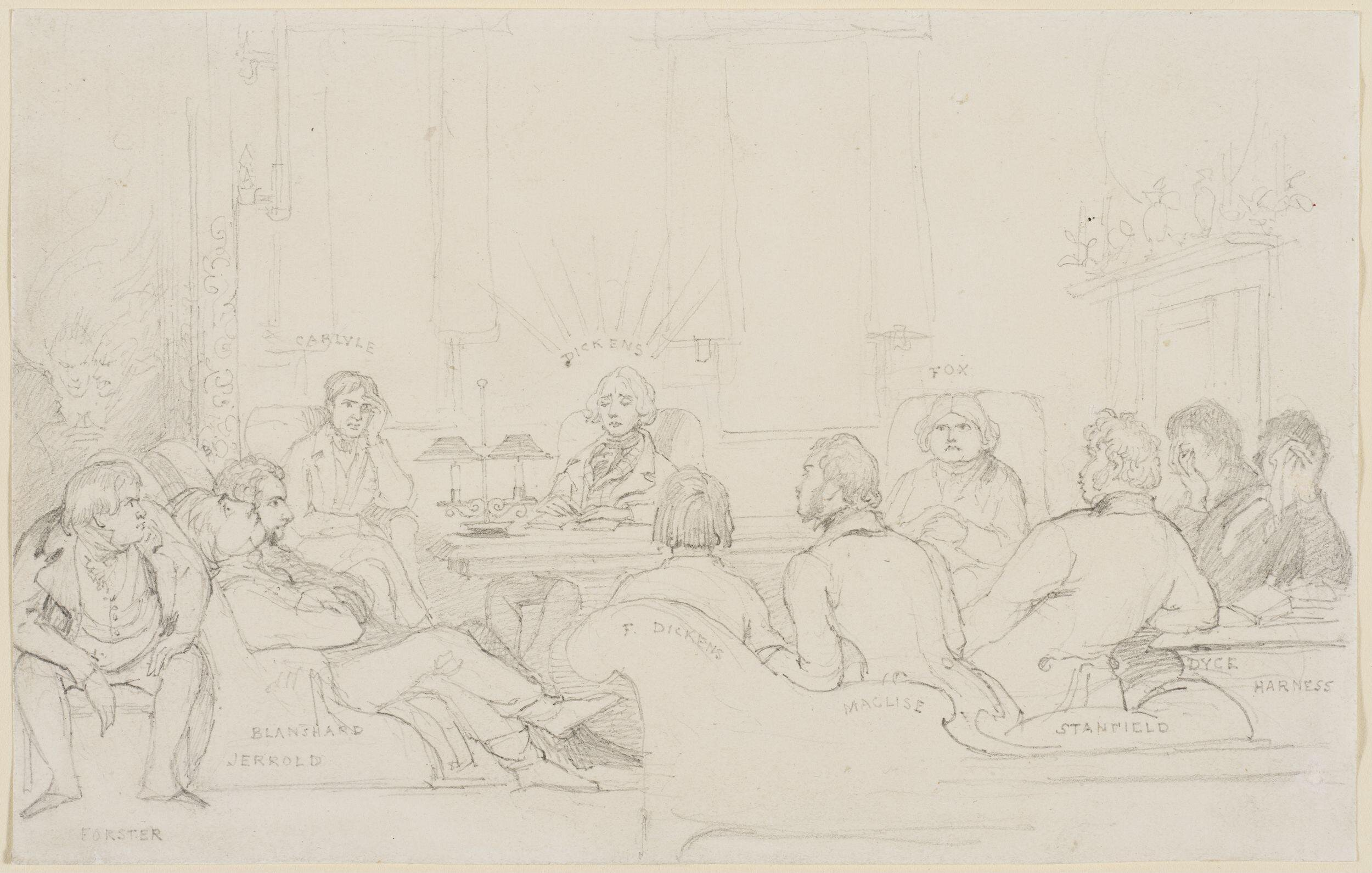
Charles Dickens leyendo "The Chimes" ("Las campanas") a sus amigos en los salones de John Forster, dibujo de Daniel Maclise, 1844. Se identifica con letreros, además de los ya citados, a Douglas Jerrold, William Blanchard Jerrold, Thomas Carlyle, Frederick Dickens, Fox, Clarkson Stanfield, Alexander Dyce y William Harness.

Generación literaria o generación intelectual es un concepto de la historia cultural y de la literatura. Define cada conjunto de escritores pertenecientes a la misma generación, vinculados por determinadas características, que se va sucediendo históricamente frente a la anterior y la posterior en un periodo de tiempo determinado (unos quince años, aunque es habitual que las agrupaciones se hagan con mayor extensión). Más allá del estilo literario (concepto más genérico) y la amistad o proximidad ideológica (que puede ser opuesta entre los miembros de la misma generación -y es más propia de los grupos de artistas o círculos literarios-), estas características son (en la formulación de Julius Petersen que Pedro Salinas aplicó a la literatura española): la herencia biológica, la proximidad entre los años de nacimiento, la formación intelectual semejante, la convivencia personal, un acontecimiento histórico que les impacta (por ejemplo, para los escritores españoles de la generación del 98, el llamado "desastre del 98"), la existencia de un "guía" ("organizador", "héroe" o "mentor"), un empleo peculiar del idioma que puede estar claramente diferenciado del de la generación precedente; y el anquilosamiento de esta.

## Desarrollo intelectual del concepto
Muchos intelectuales entre mediados del siglo XIX y comienzos del XX, en el ámbito de las polémicas entre positivismo y vitalismo -o historicismo, o "racio-vitalismo"- (Auguste Comte, Antoine Augustin Cournot, Justin Dromel, François Mentré, Giuseppe Ferrari, Ottokar Lorenz, John Stuart Mill, Jean-Louis Giraud-Soulavie, Louis Benloew, Gustav Rümelin, Wilhelm Dilthey,  Lucien Lévy-Bruhl, Wilhelm Pinder, Alois Riegl, Martin Heidegger) preceden a las reflexiones de Karl Mannheim (Das Problem der Generationen, 1928) y José Ortega y Gasset sobre la importancia de las generaciones en la historia de la cultura. Ortega lo hace a lo largo de toda su obra (sobre todo en El tema de nuestro tiempo, 1923, y en En torno a Galileo, 1933 -donde la define como "un conjunto de hombres nacidos en una zona de fechas, no superior a quince años, y que comparten un mismo mundo de creencias colectivas"); como siguieron haciendo sus discípulos (Xavier Zubiri, Pedro Laín Entralgo, Julián Marías y -en cierto modo- Francisco Ayala). Ortega llegó a desarrollar un peculiar concepto que denominó "historiología" (diferenciado de la historiografía o de la filosofía de la historia) en Historia como sistema (1941).
A pesar de que su uso ha sido generalmente hecho con cierto escepticismo (particularmente por la escuela de los Annales -Lucien Febvre llegó a decir que había que olvidarla, aunque Marc Bloch no era tan catogórico-) y desigual aplicación, el concepto orteguiano de generación (y el de Mannheim) ha venido utilizándose en la historia de la literatura, la historia cultural y otras ciencias sociales a lo largo de la segunda mitad del siglo XX y hasta la actualidad; rehabilitándose con el uso que hizo de ella el sociólogo Pierre Bourdieu, aunque Jacques Le Goff sigue sintiéndose "incómodo" al usarla en el estudio de la historia. Para su aplicación al caso de la literatura española, a pesar de su éxito editorial y normativización académica, asentada en la práctica educativa, alguno de los propios ántólogos denuncia su falta de operatividad, por la confusión, el reduccionismo y el dogmatismo con que se utiliza.

## Distintos vehículos de expresión
Los componentes de una generación literaria son literatos o escritores, es decir, cultivadores de la poesía, el teatro y la prosa literaria. Aunque muchas veces se restringe esta última a los géneros de ficción (novela, cuento y otros formatos), también se incluyen en las generaciones literarias a los escritores de "no ficción" (ensayo, tratado, artículo periodístico y otros géneros), entre los que se encuentran periodistas, juristas, filósofos, historiadores y científicos de todas las disciplinas, cuya selección por los antólogos que establecen el canon literario de una generación depende (además de su adecuación a criterios más o menos establecidos, como los utilizados por Petersen y Salinas) tanto de su calidad formal como de su impacto en la cultura. La ampliación de los medios de expresión literaria a otros antes no considerados, como el comic ("literatura dibujada"), los guiones cinematográficos o las letras de la música popular ("poesía cantada"), ha sido significativa a la hora de prestigiar a sus cultivadores, equiparándolos a los intelectuales de su generación (incluso se ha concedido el Premio Nobel de Literatura a un cantautor, no sin polémica).